# H1-Key
H1-Key (кор. 하이키; ром. Haiki; стилизуется как H1-KEY; читается как Хайки) — южнокорейская гёрл-группа, сформированная в 2022 году компаниями Grandline Group (GLG) и Sony Music Entertainment Korea. Группа состоит из четырёх участниц: Сои, Риина, Хвисо и Йел. Ситала покинула группу 25 мая 2022 года, а Хвисо была представлена в качестве новой участницы 14 июня 2022 года. Они дебютировали с выпуском синглового-альбома Athletic Girl, 5 января 2022 года.

## Название
Название их группы H1-Key произносится и вдохновлено словом High Key и стремлением к уверенной и здоровой красоте.

## Карьера

### Пре-дебют
Йел была стажером в JYP Entertainment. Риина ранее тренировалась под руководством WM Entertainmennt. Ситала, дочь покойного тайского актёра, певца и продюсера Саруню Вонкрачанга, является бывшей стажеркой Lionheart Entertainment. Сои была стажером в YG Entertainment.
18 ноября Naver News сообщили, что Grand line Group (DLG), недавно созданный саб-лейбл ныне несуществующего хип-хоп лейбла Grand line Entertainment (GRDL), планирует дебютировать новую женскую группу 5 января 2022 года. 20 ноября группа открыла свои официальные аккаунты в социальных сетях.
23 ноября Йел была объявлена первой участницей группы благодаря видео-каверу на песню «Bad Habits» Эда Ширана с собственной хореографией. 26 ноября Сои была представлена в качестве второй участницы группы. 29 ноября Риина, бывшая участница Produce 48 и участница WM Ggumnamu, была объявлена третьей участницей. 30 ноября Ситала была представлена в качестве четвёртой участницы группы. Позже участницы группы впервые выступили в полном составе в танцевальном кавер-клипе на песню «Me So Bad».

### Споры
Когда GLG представили тайскую участницу группы Ситалу в ноябре 2021 года, различные поклонники K-pop в Таиланде призвали к её отстранению, поскольку её покойный отец был известным сторонником военной тирании в стране, которая свергла два демократически избранных гражданских правительства в результате военного переворота 2006 и 2014 годов.
8 декабря 2021 года GLG опубликовала заявление по этому поводу, в котором говорилось, что они были очень осторожны в отношении негативной реакции и должны были учитывать историю, политический, экономический и социальный контекст и предысторию Таиланда, чтобы понять проблему. Изучив вопросы, связанные с Ситалой, GLG пришла к выводу, что она не может быть привлечена к ответственности «на основании прошлых решений и действий её отца, выходящих за рамки её ответственности». GLG подчеркнула, что решение Ситалы указать своего отца в качестве образца для подражания было основано на его роли родителя, а не на его политических взглядах и действиях. Также было объявлено, что состав группы не изменится.

### 2022—2023: Дебют сAthletic Girl, уход Ситалы,RunиRose Blossom
21 декабря 2021 года через аккаунты H1-Key в социальных сетях было объявлено, что они дебютируют с первым сингловым-альбомом Athletic Girl с одноимённым заглавным треком. Перед релизом было объявлено, что группа будет сотрудничать с Sony Music в международных рекламных акциях.
Альбом был выпущен 5 января. В тот же день они провели шоукейс альбома для прессы. H1-Key дебютировали в эфире 7 января на канале KBS2 Music Bank.
25 мая GLG объявила, что Ситала покинула группу по личным обстоятельствам.
7 июня было объявлено, что группа выпустит свой первый макси-сингл под названием Run 6 июля с добавлением новой участницей, Хвисо. 6 декабря H1-Key подтвердили свое возвращение 5 января 2023 года, в годовщину их дебюта.
6 декабря 2022 года было объявлено, что первый мини-альбом под названием Rose Blossom выйдет 5 января 2023 года, в годовщину их дебюта.
В июне участницы Риина и Хвисо были участницами шоу на выживание женской группы Mnet Queendom Puzzle. Риина выбыла во втором отборочном раунде в эпизоде 9, в то время как Хвисо финишировала на первом месте, дебютировав в женской супергруппе El7z Up.
30 августа группа выпустила свой второй мини-альбом Seoul Dreaming, возглавляемый заглавным треком «Seoul (Such a Beautiful City)». Сингл «Time to Shine», предварительный релиз альбома, был выпущен 23 августа. Впоследствии группа одержала свою первую победу на музыкальном шоу 5 сентября.

## Участницы
| Сценический псевдоним | Сценический псевдоним | Настоящее имя | Настоящее имя | Дата рождения | Позиция в группе          |
| Основной              | Другой                | На русском    | Хангыль       | Дата рождения | Позиция в группе          |
| --------------------- | --------------------- | ------------- | ------------- | ------------- | ------------------------- |
| Сои                   | Seoi                  | Ли Йе Джин    | 이예진        | 12.02.2000    | Лидер, главная вокалистка |
| Риина                 | Riina                 | Ли Сын Хён    | 이승현        | 21.02.2001    | Саб-вокалистка            |
| Хвисо                 | Hwiseo                | Чо Хви Хён    | 조휘현        | 31.07.2002    | Вокалистка                |
| Йел                   | Yel                   | Хан Шин Ён    | 한신영        | 25.12.2004    | Вокалистка, рэпер, макнэ  |

### Бывшие участницы
| Сценический псевдоним | Сценический псевдоним | Настоящее имя      | Настоящее имя  | Дата рождения | Позиция в группе  |
| Основной              | Другой                | На русском         | Тайский        | Дата рождения | Позиция в группе  |
| --------------------- | --------------------- | ------------------ | -------------- | ------------- | ----------------- |
| Ситала                | Sitala                | Ситала Вонгкрачанг | ศีตลา วงศ์กระจ่าง | 23.04.1996    | Рэпер, вокалистка |

## Дискография

### Мини-альбомы
- Rose Blossom (2023)
- Seoul Dreaming (2023)